# Katharina von Hoya (Äbtissin)
Katharina von Hoya (* 1412; † 18. Februar 1474) war von 1422 bis 1437 und von 1440 bis 1469 Äbtissin des Klosters Wienhausen.
Katharina war Tochter des Grafen Otto III. von Hoya und wurde 1422 vom Konvent des Zisterzienserinnenklosters Wienhausen zur Äbtissin gewählt, musste 1437 jedoch von diesem Amt zurücktreten. Aus den späten 20er oder frühen 30er Jahren stammt der Heilsspiegelteppich, den Katharina gemeinsam mit ihrer Mutter Mechthild von Braunschweig-Lüneburg († 1433) stiftete, wie Einträge im Äbtissinnen- und im Totenbuch sowie die Wappen der Familie von Hoya auf dem Teppich nahelegen. Nachdem Katharina von einer schweren Krankheit genesen war, stiftete sie in der Zeit um 1433 jeweils ein Set aus Messkelch und Patene für den Wienhausener Konvent und für das Schwesterkloster in Isenhagen. Der Kelch im Zisterzienserinnenkloster Isenhagen trägt ein geprägtes Weihekreuz und ist darüber hinaus mit Amethysten, dem Perlmuttrelief einer thronenden Madonna und einem Silberschnitt der knienden Stifterin verziert; die gravierte Inschrift auf dem Kelchfuß lautet: Jhesus / Christus · katherina comatissa de hoya abbatissa in winhusen.
Nach dem Tod ihrer Nachfolgerin wurde Katharina von Hoya 1440 erneut Äbtissin des Klosters. Unter ihrer Ägide trat eine rege Bautätigkeit am Kloster ein. So stiftete sie eine erste Annenkapelle, in der das Heilige Grab Aufstellung fand. Die Figur des Grabchristus stammt bereits aus dem späten 13. Jahrhundert, das heute erhaltene reich geschmückte Gehäuse wurde jedoch unter Katharinas Abbatiat gegen 100 Taler – vermutlich um 1448 – angefertigt. Aus diesem Jahr hat sich eine Urkunde erhalten, die von einem Ablass berichtet für jeden, der vor dem geweihten Grab eine Andacht hält. Aus der ersten Hälfte des 15. Jahrhunderts haben sich auch mehrere Reliquiengefäße und ein -kreuz erhalten, die in Aushöhlungen in Kopf und Füßen der hölzernen Christusfigur deponiert werden konnten.
1469 setzte Herzog Otto zu Braunschweig-Lüneburg Katharina ab, nachdem sie sich geweigert hatte, in ihrem Kloster Reformen einzuführen. Sie wurde ins Kloster Derneburg (heute Schloss Derneburg) gebracht. 1470 kam sie zurück nach Wienhausen. In ihrer Abwesenheit wurde eine reformtreue Äbtissin eingesetzt, so dass sie nicht als Vorsteherin des Klosters zurückkehrte. 1474 starb Katharina und wurde in der Allerheiligenkapelle des Klosters beigesetzt.
In Hoya wird seit 1990 jährlich der Katharinen-Markt veranstaltet, ein mittelalterlicher Markt.